# Conquest (Saskatchewan)
Conquest je vesnice ve středním Saskatchewanu, v Kanadě. Podle kanadského sčítání lidu z roku 2006 měl 167 obyvatel. Vesnice je sídlem venkovské municipality Fertile Valley. Do Conquestu byl situován film z roku 1998 Conquest.

## Demografie
Podle údajů ze sčítání lidu z roku 2006 měl Conquest 167 obyvatel žijících v 85 příbytcích, od roku 2001 došlo k nárůstu o 2.5%.